# 黎明好友同聚慈善音樂會
黎明好友同聚慈善音樂會是香港歌手黎明的個人音樂會，由香港聯合國兒童基金會委員會及香港商業電台雷霆881主辦、成報協辦，香港凱悅酒店及中銀集團為主要贊助機構，音樂會於1995年12月30日在香港仔運動場舉行，只演1場。

## 背景
《黎明好友同聚慈善音樂會》是1995年度「中國兒童周」的活動之一，也是為期3年的「根絕中國小兒麻痺症籌募計劃」的壓軸籌款活動。1993年，世界衛生組織與聯合國兒童基金會合作，在中國大陸推行「根除小兒麻痺症計劃」，香港聯合國兒童基金委員會亦響應計劃，藉着「中國兒童周」籌募經費，為出生於中國大陸的嬰兒免費提供「脊髓灰質炎」口服疫苗。黎明是以聯合國兒童基金會國際青年特使身份，義務演出這個音樂會。

## 製作
《黎明好友同聚慈善音樂會》的演出地點位於香港黃竹坑道的香港仔運動場，該處是戶外場地，可容納約六千名觀眾，門票於1995年12月13日下午起在通利琴行各分行公開發售，售價分別為港幣100元及500元。此音樂會由時任新華社香港分社副社長張浚生、香港聯合國兒童基金會主席馮慶彪等主持亮燈儀式，除了黎明演唱外，亦與現場觀眾玩遊戲，並邀請了歌手關淑怡、彭羚、楊采妮、劉小慧一同合唱歌曲。為防止人多混亂，有關方面派出超過一百名保安人員及警員在場維持秩序，並安排黎明在演出完畢後即時離開現場。

## 反響
傳媒報導指音樂會舉行當日天氣寒冷，現在大部份觀眾為了觀看黎明的演出，捱冷席地而坐，但他們對黎明的熱情和支持沒有因此而減少。現在觀眾在黎明出場時情緒高漲，不停呼喚黎明，並亮起螢光棒隨歌聲拍和、搖動，音樂會結束後，觀眾自行清理草地上的垃圾並有秩序離開會場。黎明表示過去3年為「根絕中國小兒麻痺症籌募計劃」籌得港幣二千五百萬元，他對於觀眾在寒冷天氣下捧場表示很感動。